# Huelga a la japonesa
La huelga a la japonesa o paro a la japonesa es una leyenda urbana extendida tanto en España como en países de América Latina.
Según esta leyenda urbana, los empleados que hacen la huelga a la japonesa trabajan más de lo habitual como medida de presión. De este modo, se provocaría un aumento de la producción y los precios caerían por la ley de la oferta y demanda, pues los dueños de la industria no podrían colocar su producto en el mercado ya que están acostumbrados al método "justo a tiempo" y los costes de almacenamiento son muy altos. Además, al acudir a su puesto seguirían cobrando su sueldo, algo que no sucede en una huelga convencional. En muchos países existe la creencia de que los empleados japoneses son más fieles a sus empresas, lo que habría favorecido la difusión de este mito.
Sin embargo, en Japón no se hace este tipo de huelga, allí son más frecuentes los paros convencionales o las huelgas de celo.